# Mali aux Jeux olympiques d'été de 2008
Le Mali participe aux Jeux olympiques d'été de 2008 à Pékin. Il s'agit de sa 11e participation à des Jeux d'été. 
La délégation malienne est présente dans quatre disciplines.

## Athlètes engagés par sport

### Athlétisme
Kadiatou Camara a couru le 200 mètres femmes en 23 s 06 en quarts de finale le 19 août 2008. Elle est arrivée en 5e position. Elle était arrivée 2e dans la 5e série le 19 août 2008 avec le même chrono (23 s 06).
Ibrahim Maïga a couru le 400 mètres hommes en 50 s 57. Il est arrivé en 6e position et ne s'est pas qualifié.

#### Hommes
| Épreuve          | Athlète       | Séries   | Séries | Quarts de finale | Quarts de finale | Demi-finales | Demi-finales | Finale   | Finale |
| Épreuve          | Athlète       | Résultat | Rang   | Résultat         | Rang             | Résultat     | Rang         | Résultat | Rang   |
| ---------------- | ------------- | -------- | ------ | ---------------- | ---------------- | ------------ | ------------ | -------- | ------ |
| 400 mètres haies | Ibrahim Maiga | 50.57    | 6e     | -                | -                | -            | -            | -        | -      |

#### Femmes
| Épreuve    | Athlète         | Séries   | Séries | Quarts de finale | Quarts de finale | Demi-finales | Demi-finales | Finale   | Finale |
| Épreuve    | Athlète         | Résultat | Rang   | Résultat         | Rang             | Résultat     | Rang         | Résultat | Rang   |
| ---------- | --------------- | -------- | ------ | ---------------- | ---------------- | ------------ | ------------ | -------- | ------ |
| 200 mètres | Kadiatou Camara | 23.06    | 2e Q   | 23.06            | 5e               | -            | -            | -        | -      |

### Basket-ball

#### Résultats
| 9 août  | Mali               | 72 - 76 | Nouvelle-Zélande |  |
| 11 août | République tchèque | 81 - 47 | Mali             |  |
| 13 août | Mali               | 41 - 97 | États-Unis       |  |
| 15 août | Chine              | 69 - 48 | Mali             |  |
| 17 août | Mali               | 47 - 79 | Espagne          |  |

L'Équipe du Mali de basket-ball féminin est arrivée 6e du groupe B avec 5 points et n'a donc pas participé à la phase finale.

### Natation
Mariam Pauline Keita a réalisé 1 min 24 s 26 dans le premier tour éliminatoire du 100 mètres brasse femmes
Mohamed Coulibaly a réalisé 29 s 09 dans le premier tour du 50 mètres nage libre hommes et s'est classé 5e

### Taekwondo
Hommes
- Daba Modibo Keïta

## Liste des médaillés maliens

### Médailles d'Or
| Sport              | Discipline | Sportifs | Performance |
| Médailles d'or : 0 |            |          |             |

### Médailles d'Argent
| Sport                  | Discipline | Sportifs | Performance |
| Médailles d'argent : 0 |            |          |             |

### Médailles de Bronze
| Sport                  | Discipline | Sportifs | Performance |
| Médailles de bronze :0 |            |          |             |